# Darwin (Minnesota)
Darwin è un comune degli Stati Uniti d'America, situato nello Stato del Minnesota, nella Contea di Meeker.